# Hermippus minutus
Hermippus minutus is een spinnensoort in de taxonomische indeling van de mierenjagers (Zodariidae).
Het dier behoort tot het geslacht Hermippus. De wetenschappelijke naam van de soort werd voor het eerst geldig gepubliceerd in 1986 door Rudy Jocqué.